# 이달의 호국인물
이달의 호국인물은 대한민국 전쟁기념관에서 선정하여 발표하는 한국의 호국(護國) 인물 명단이다. 1995년 3월 전쟁기념사업회가 선정한 "이달의 전쟁영웅"으로 시작되었으며, 처음 선정된 인물은 6.25 전쟁 당시 제1군단장을 역임하다 항공 사고로 순직한 김백일이다. 1996년부터 "이달의 호국인물"로 명칭을 바꾸었다. 전쟁기념관에서는 한국의 역사상 국가 수호에 기여한 인물들을 월별로 지정하여 발표하고, 이들의 공훈을 선양하기 위해 추모 행사와 전시회 등의 기념사업을 벌이고 있다. 이와 비슷하게 각 지방보훈청은 "우리 고장 호국인물" 등으로 지역 특수성에 맞춰 자체적으로 개별 선정하기도 한다.

## 명단

### 이달의 전쟁영웅
| 연도   | 1월 | 2월 | 3월    | 4월    | 5월         | 6월    | 7월    | 8월    | 9월 | 10월                | 11월   | 12월   |
| ------ | --- | --- | ------ | ------ | ----------- | ------ | ------ | ------ | --- | ------------------- | ------ | ------ |
| 1995년 | -   | -   | 김백일 | 임동춘 | 육탄 10용사 | 김풍익 | 이근석 | 이인호 | -   | 백마고지 육탄 3용사 | 이상수 | 이태영 |

### 이달의 호국인물
| 연도   | 1월      | 2월    | 3월    | 4월    | 5월         | 6월               | 7월      | 8월    | 9월    | 10월                | 11월          | 12월            |
| ------ | -------- | ------ | ------ | ------ | ----------- | ----------------- | -------- | ------ | ------ | ------------------- | ------------- | --------------- |
| 1996년 | 심일     | 지덕칠 | 진두태 | 이강년 | 지청천      | 장세풍            | 김용배   | 권율   | 조헌   | 김좌진              | 신돌석        | 이순신          |
| 1997년 | 윤봉길   | 강감찬 | 안중근 | 유인석 | 곽재우      | 홍범도            | 서희     | 최영   | 강우규 | 이봉창              | 김종서        | 윤관            |
| 1998년 | 심일     | 김유신 | 진두태 | 이순신 | 계백        | 김풍익            | 을지문덕 | 김백일 | 조헌   | 이상수              | 신돌석        | 이태영          |
| 1999년 | 김상옥   | 최범섭 | 사명당 | 라창준 | 이범석      | 장철부            | 김취려   | 임병래 | 강길영 | 김시민              | 고태문        | 나석주          |
| 2000년 | 유치곤   | 손원일 | 안창관 | 현시학 | 김만술      | 김종오            | 김홍일   | 이성가 | 한신   | 김영환              | 김용호        | 송요찬          |
| 2001년 | 김종식   | 권영도 | 김금성 | 임충식 | 백재덕      | 장세풍            | 김용배   | 김용식 | 변규영 | 백마고지 육탄 3용사 | 신철수        | 김동하          |
| 2002년 | 심일     | 진두태 | 김백일 | 최종봉 | 육탄 10용사 | 김풍익            | 박두원   | 장철부 | 임병래 | 라희봉              | 고태문        | 이태영          |
| 2003년 | 연제근   | 고길훈 | 임택순 | 최병익 | 김창학      | 윤길병            | 김광수   | 박승환 | 허위   | 이억기              | 정문부        | 장보고          |
| 2004년 | 김천일   | 최규식 | 김동삼 | 이기협 | 여방오      | 김왕호            | 김지섭   | 고종석 | 성관식 | 김갑태              | 고광수        | 정기룡          |
| 2005년 | 휴정     | 이장원 | 강재구 | 이순호 | 박동진      | 김문성            | 김용하   | 영규   | 홍시욱 | 김경진              | 김문길        | 민긍호          |
| 2006년 | 연개소문 | 이학현 | 이상득 | 김무석 | 이사부      | 김재호            | 의직     | 홍재근 | 양규   | 배중손              | 조정남        | 고경명          |
| 2007년 | 송서규   | 양만춘 | 홍대선 | 윤충   | 권영주      | 김현일            | 권응수   | 김형우 | 김창환 | 강희중              | 김경손        | 거칠부          |
| 2008년 | 손태익   | 오동진 | 최병연 | 최윤덕 | 이장복      | 이찬권            | 김종묵   | 이정암 | 한주섭 | 양헌수              | 최종성        | 김윤후          |
| 2009년 | 이일영   | 정봉수 | 황진   | 천춘식 | 김덕령      | 이경복            | 홍윤조   | 김광율 | 천봉식 | 이성덕              | 이창환        | 이재명          |
| 2010년 | 도대철   | 공해동 | 장인환 | 이세영 | 어재연      | 윤영준            | 장완순   | 박서   | 민혜동 | 전구서              | 한규택        | 남이            |
| 2011년 | 조경식   | 이원등 | 전명운 | 송상현 | 이진무      | 송태호            | 관창     | 남상덕 | 홍창원 | 전창우              | 최성모        | 임경업          |
| 2012년 | 심일     | 조경   | 최시흥 | 임동춘 | 육탄 10용사 | 김풍익            | 이근석   | 양세봉 | 김경손 | 어유소              | 사다함        | 이태영          |
| 2013년 | 유치곤   | 강감찬 | 안창관 | 이순신 | 김만술      | 김종오            | 현시학   | 이인호 | 백재덕 | 백마고지 육탄 3용사 | 손원일        | 송요찬          |
| 2014년 | 김수현   | 남이흥 | 박노규 | 공완택 | 변안열      | 조달진            | 김재현   | 김성은 | 차일혁 | 강호륜              | 임상택        | 최용남          |
| 2015년 | 이익수   | 임병찬 | 서일   | 최무선 | 오광선      | 최용덕            | 안낙규   | 안병하 | 이종무 | 유동열              | 석기찬        | 김두찬          |
| 2016년 | 김경천   | 김방경 | 신팔균 | 김해수 | 신류        | 이천길            | 육근수   | 이인영 | 강길영 | 김교수              | 정환직 정용기 | 임택순          |
| 2017년 | 정종수   | 김익상 | 고언백 | 김무석 | 강민첨      | 장철부            | 온달     | 박상진 | 장동출 | 정지                | 채응언        | 김용식          |
| 2018년 | 홍대선   | 김면   | 이상득 | 최종봉 | 이천        | 윤길병            | 이순호   | 이범윤 | 정세운 | 김성룡              | 조관묵        | 민종식          |
| 2019년 | 연제근   | 최범섭 | 강우규 | 최경회 | 노종해      | 제2연평해전 6용사 | 여방오   | 이범석 | 박정모 | 김영환              | 이광악        | 최병익          |
| 2020년 | 이일영   | 천춘식 | 박노규 | 나창준 | 한신        | 조달진            | 고길훈   | 김홍일 | 임병래 | 김재호              | 라희봉        | PC-704함 57용사 |
| 2021년 | 홍재근   | 김용식 | 김교수 | 백재덕 | 안낙규      | 김만술            | 어재연   | 박희동 | 이봉출 | 김익상              | 김상옥        | 나석주          |
| 2022년 | 이봉창   | 전명운 | 장인환 | 윤봉길 | 김지섭      | 제2연평해전 6용사 | 홍대선   | 박두원 | 성관식 | 김경진              | 고태문        | 최종성          |
| 2023년 | 유치곤   | 고광수 | 이찬권 | 김현일 | 김광수      | 홍윤조            | 김종묵   | 육근수 | 권영도 | 한주섭              | 김용호        | 이태영          |
| 2024년 | 김성룡   | 양규   | 한주호 | 임동춘 | 송태호      | 전대욱            | 김해수   | 김성은 | 천봉식 | 김유신              | 김시민        | 민긍호          |
| 2025년 | 지청천   | 이학현 | 안중근 | 라창준 | 오광선      | 김왕호            | 임부택   | 최재형 |        |                     |               |                 |

## 같이 보기
- 이달의 독립운동가
- 이달의 6.25 전쟁영웅